# Mantrailing
El mantrailing (contracción de los términos ingleses man, 'hombre', y trailing, 'perseguir, rastrear') es la búsqueda de personas mediante perros de utilidad especialmente adiestrados para explotar sus capacidades olfativas altamente desarrolladas.
Un perro de mantrailing está adiestrado para seguir el rastro olfativo específico de una sola persona (discriminación olfativa), mientras que un perro de búsqueda sigue los rastros olfativos humanos en general.
Los perros de mantrailing suelen actuar con arnés y una correa de 10 metros de longitud, en edificios, en zonas urbanizadas y en zonas boscosas.
El mantrailing es utilizado por las fuerzas policiales y los perros de rescate para encontrar a delincuentes fugitivos o personas desaparecidas, incluso en entornos abarrotados o lugares ocultos sin huellas visibles. Requiere equipos de adiestramiento más caros y especializados que otros tipos de perros de búsqueda.
Aunque no siempre encuentran a los desaparecidos, por diversas razones, los perros de mantrailing casi siempre dan pistas útiles para el hallazgo. Cuando un testigo cree haber visto a la persona desaparecida, estos perros también son capaces de aclarar si la persona buscada se encontraba realmente en el lugar del supuesto avistamiento. En caso de fallecimiento de la persona desaparecida, el perro no es capaz de conducir hasta el cuerpo porque el olor del cadáver no coincide con el dado al inicio de la búsqueda. No obstante, el animal puede indicar una zona en la que puede encontrarse el cadáver.

## Rastro olfativo
El perro mantrailing sigue el rastro olfativo único que deja una persona. Cada persona esparce varios miles de células epiteliales por minuto, que van acompañadas de otros residuos, procedentes del sudor, la respiración, productos de descomposición metabólica, restos de sangre o sustancias químicas, por ejemplo cosméticos o detergentes, generando un rastro único para cada persona.
Este olor individual puede compararse a una huella dactilar.
Los componentes que el perro percibe durante el mantrailing aún no se han dilucidado por completo. La explicación más común es que el olor humano se produce por la acción bacteriana sobre las células muertas de la piel y las secreciones, así como por productos endógenos de descomposición metabólica.
Para iniciar la búsqueda se necesita una entrada olfativa, que puede ser una prenda u objeto personal de la persona a buscar, pero también el rastro dejado en el interior de un lugar cerrado, por ejemplo un vehículo, o en un determinado punto de paso. El perro de mantrailing absorbe el olor y sigue el rastro incluso en lugares concurridos, entornos urbanos y también puede seguir rastros de hace unos días.
Determinados factores permanentes y condiciones ambientales (viento, clima y temperatura) influyen en la calidad y duración del rastro.
Las células humanas persisten durante distintos periodos de tiempo: las de la piel, unas 36 horas, y los glóbulos rojos, unos 120 días.
Incluso las personas en un vehículo en movimiento, que también está relativamente aislado, dejan un rastro olfativo que los perros son capaces de seguir.
Los datos certificados sobre la duración real de los rastros olfativos son limitados. Los estudios demuestran que la duración varía entre 48 horas y seis meses.

## Difusión
Las fuerzas de policía de Estados Unidos, España, Francia, Alemania y Suiza llevan años utilizando perros de mantrailing.
Alemania los adoptó por primera vez en 2004. Hacia finales de la primera década de 2000, un curso de adiestramiento de dos años se convirtió en práctica habitual. En 2012, el tribunal de distrito de Núremberg-Fürth se pronunció sobre el uso de perros de mantrailing como prueba. El tribunal penal especificó los requisitos para una operación de este tipo por parte de la policía del Estado Libre de Baviera.
En Italia, se utilizaron por primera vez en la búsqueda de Yara Gambirasio, tras un préstamo de asociaciones privadas suizas. En aquella ocasión, los periódicos acuñaron la expresión cani molecolari ("perros moleculares"). En 2023, Italia aún no ha reconocido la disciplina del mantrailing a nivel gubernamental, por lo que tanto la policía como los bomberos italianos carecen de perros y hombres adiestrados en esta disciplina.

## Razas más adecuadas
El Perro de San Huberto y el perro rastreador son las razas más adecuadas para el mantrailing, pero razas como el Labrador retriever y el Golden retriever también han demostrado su valía en la práctica. El rendimiento alcanzado depende de las capacidades individuales del perro.
En principio, los perros con la mejor predisposición genética en cuanto al tamaño del epitelio olfativo y las células sensoriales olfativas adheridas son los más adecuados.